# Dino (Ferrari)
Dino är ett märkesnamn som användes av den italienska biltillverkaren Ferrari på dess minsta modeller i slutet av 1960-talet och början av 1970-talet. Varumärket Dino gick i graven eftersom kunderna föredrog prestigen i namnet Ferrari.

## Bakgrund
Enzo Ferraris son Dino Ferrari arbetade tillsammans med sin far fram till sin död 1956. Dino Ferrari led av muskeldystrofi och avled 24 år gammal. När Ferrari påbörjade tillverkningen av mindre mittmotorvagnar i slutet av 1960-talet marknadsfördes dessa under namnet Dino till sonens minne.
Ferrari ville konkurrera med Porsche med en mindre bil och företagets V6-motor passade utmärkt för uppgiften. Mittmotorvagnar var i ropet sedan Lamborghini presenterat sin Miura och Ferrari passade då på att prova konceptet i den lilla bilen. Motor och växellåda placerades på tvären mellan sittbrunnen och bakaxeln. Prototypen Dino 206 GT Speciale, baserad på tävlingsbilen Dino 206 S visades på Bilsalongen i Paris 1965. Bilen gick i produktion med tvålitersmotor 1967.

## Motor
Den legendariske konstruktören Vittorio Jano kom till Ferrari i samband med att företaget tog över Lancias Formel 1-satsning efter säsongen 1955. Tillsammans med Dino Ferrari ritade han upp riktlinjerna för en ny, mindre motor som skulle passa det nya Formel 2-reglementet till 1957. Resultatet var en V6:a som, liksom de små tävlingsvagnarna, kallades Dino. Motorn hade den något udda vinkeln 65 grader mellan cylinderbankarna. På sextiotalet kom motorn till ny användning i Ferraris nya lilla bil. Ferrari själva hade inte kapacitet att bygga motorer i den omfattning man förutsåg och vände sig till Fiat för att få hjälp. I gengäld fick Fiat använda motorn i sin egen sportvagn Dino. På sjuttiotalet kom motorn även att användas i Lancias rally-vinnande Stratos.
De första Dino-vagnarna hade en tvålitersmotor. Motorn hade dubbla överliggande kamaxlar och var byggd helt i aluminium. 1969 ökades cylindervolymen till 2,4 liter och ett nytt motorblock i gjutjärn infördes.
| Modell | Motor              | Cylindervolym | Effekt | Bränslesystem               |
| ------ | ------------------ | ------------- | ------ | --------------------------- |
| 206    | 6-cyl V-motor dohc | 1987 cm³      | 180 hk | 3 st Weber 40DCNF förgasare |
| 246    | 6-cyl V-motor dohc | 2419 cm³      | 195 hk | 3 st Weber 40DCNF förgasare |

## Dino 206GT
Den första landsvägsvagnen med namnet Dino gick i produktion 1967. Karossen var, liksom motorn, tillverkad i aluminium. Den låga vikten och mittmotorkonstruktionen bidrog till bilens utmärkta köregenskaper.
Produktionen uppgick till 152 exemplar.

## Dino 246GT/GTS

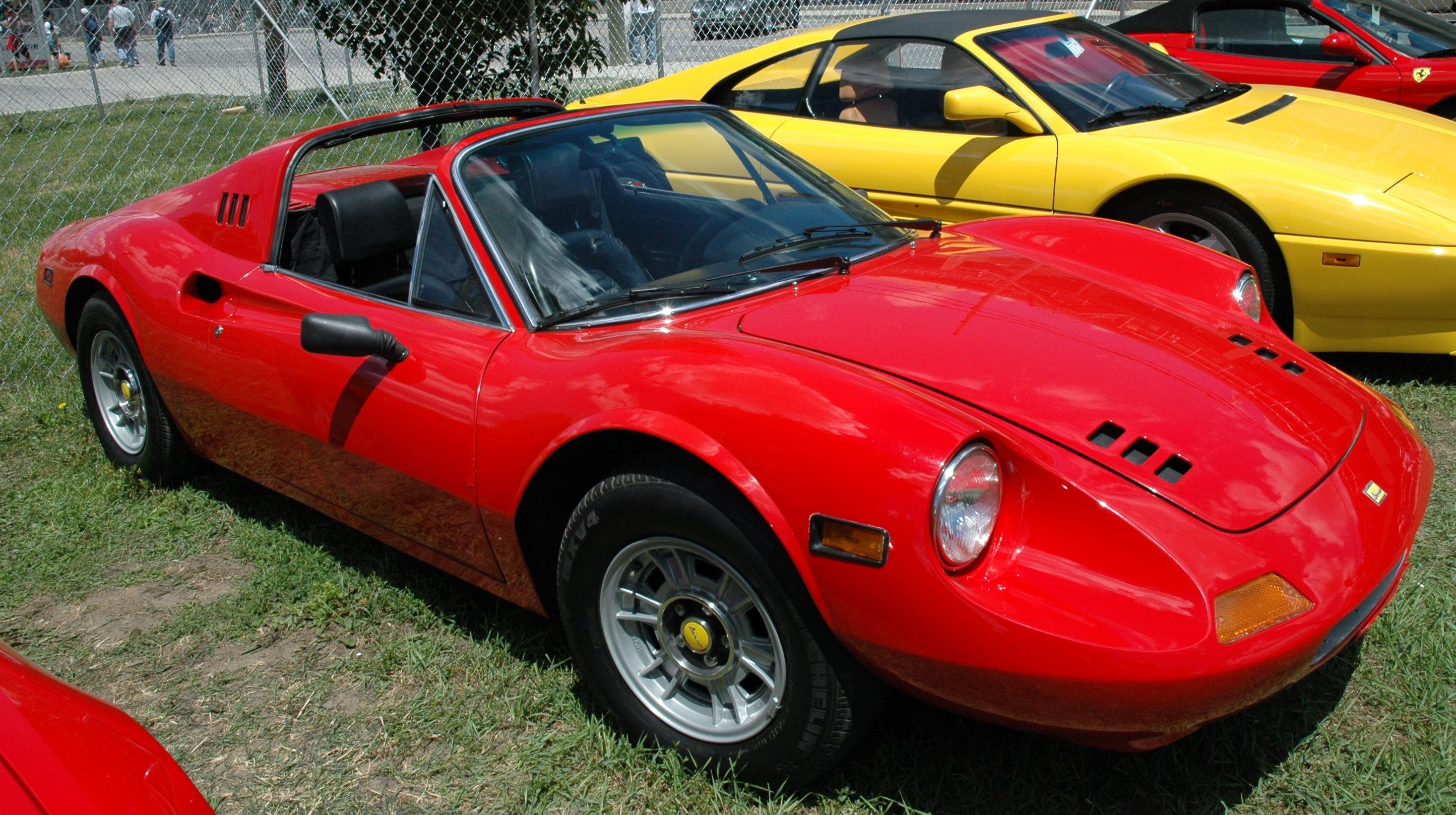
GTS med avtagbart targatak

1969 presenterades efterträdaren 246GT. Bilen hade samma kaross, men hjulbasen var något längre och den var nu byggd i stål. Detta gjorde bilen tyngre och trots den större motorn var prestandan i stort sett oförändrad.
På Genèvesalongen 1972 kompletterades modellprogrammet av 246GTS med avtagbart targatak.
Produktionen uppgick till 2 487 GT och 1 274 GTS.

## Dino 308GT/4
Se vidare under huvudartikeln Ferrari 308 GT4.